# Marcoux Nunatak
Marcoux Nunatak är en nunatak i Antarktis. Den ligger i Östantarktis. Australien gör anspråk på området. Toppen på Marcoux Nunatak är 1 530 meter över havet.
Terrängen runt Marcoux Nunatak är platt åt sydväst, men åt nordost är den kuperad. Trakten är obefolkad. Det finns inga samhällen i närheten. 